# 川越百万灯夏祭り
川越百万灯夏祭り（かわごえひゃくまんとうなつまつり）は、毎年7月最後の土曜日とその翌日の日曜日に埼玉県川越市で開催される夏祭り。

## 由来
川越の夏祭りとして今日に伝わる川越百万灯夏祭りは、1850年（嘉永3年）に逝去した川越藩主で越前松平家8代当主・松平斉典の遺徳を偲ぶ祭事に始まるとされる。川越藩の家臣・三田村源八の魚子（ななこ）という娘が、「三田村家が大和守のお殿様から受けた恩義」に報いるため、斉典候の新盆に切子灯篭を作り軒先に掲げたという言い伝えで、やがて城下に広がり、灯篭ではなく趣向を凝らした提灯まつりとなったという。この「提灯祭り」は一時中断されるものの1957年（昭和32年）に復活、1982年（昭和57年）に川越市の市制施行60周年に際し現在の「川越百万灯夏祭り」という名称に変更された。
現在は「好学の名君」と呼ばれた斉典候を偲ぶ行事が市民参加型の祭りと変化し、秋の川越まつりと並ぶ17万石の城下町・川越の夏の風物詩として賑わいをみせている。絹織物の大産地だった文化を守るNPO法人「川越きもの散歩」の活動などもあり多くの市民がゆかた姿で小江戸の夏を楽しむ。

## 祭事
本川越駅から蔵造りの街並みで知られる川越一番街を経て江戸時代の高札場であった「札の辻」まで2kmに亘る通りを中心に歩行者天国となった街中に色取り取りの提灯が飾られる。
昼間は『小江戸川越打水風情』、川越藩火縄銃鉄砲隊保存会の実物の火縄銃の演武や川越藩行列保存会による川越時代行列などのイベントも行われる。 
神輿やサンバ・フラや市内の各学校のマーチングバンド・カラーガードのパレードも繰り広げられる。
夜になると日本各地の有名盆踊りが参加する『小江戸宵の舞』も行われる。
また街角では和太鼓や「小江戸ジャズクラスター」のジャズも演奏される。

## その他
この川越百万灯夏祭りの前後の土曜日の宵に例年、小江戸川越花火大会が開催される。期日は年によって異なり、花火大会会場も市内東部の伊佐沼公園と市内西部の安比奈親水公園の持ち回りとなる。5,000発の花火が夜空を彩る。